# ابو مانگ کامارا
ابو مانگ کامارا (انگلیسی: Abou Mangué Camara؛ زادهٔ ۳۰ آوریل ۱۹۹۶) بازیکن فوتبال اهل گینه است.
وی همچنین در تیم ملی فوتبال گینه بازی کرده است.